# Мурафская сельская община
Мурафская сельская община (укр. Мурафська сільська громада) — территориальная община на Украине, в Жмеринском районе Винницкой области. Административный центр — село Мурафа.
Площадь — 93,23 км², население — 6428 жителей (2018).

## История
Образована 13 ноября 2016 путем объединения Клекотинского и Мурафского сельских советов. 
12 июня 2020 года Мурафская сельская община образована в составе Клекотинского, Михайловского, Мурафского, Пеньковского, Федоровского, Ефимовского сельских советов.
24 февраля 2023 года село Бабина Долина исключена из учетных данных. Оно было присоединено к соседнему селу Пеньковка.

## Населенные пункты
В состав общины входят 7 сел:
- Должок
- Клекотина
- Михайловка
- Мурафа (административный центр)
- Пеньковка
- Федоровка
- Юхимовка